# مهرداد بائوج لاهوتی
مهرداد بائوج لاهوتی (زادهٔ ۱۳۴۰ لنگرود) سیاستمدار ایرانی است که در دوره دوازدهم مجلس شورای اسلامی به‌عنوان نماینده حوزه انتخابیه لنگرود فعالیت می‌کند. وی پیش‌تر نماینده همین حوزه انتخابیه در دوره هشتم، نهم و دهم مجلس شورای اسلامی بوده‌است.

## اوایل زندگی
دوران تحصیلی خود را در مقطع ابتدایی، راهنمایی و دبیرستان در بخش کومله شهر لنگرود گذراند و تحصیلات دانشگاهی خود را در مقطع کار‌شناسی در استان گیلان به پایان رساند.

## سوابق
- عضویت در فراکسیون تعاون و گردشگری مجلس شورای اسلامی
- عضویت در هیئت رئیسه فراکسیون مدیریت شهری
- نایب رئیس فراکسیون محیط زیست
- عضویت در کمیسیون آیین‌نامه داخلی
- عضویت در هیئت رئیسه کمیسیون عمران در مجلس شورای اسلامی
- رئیس فراکسیون مدیریت شهری و روستایی مجلس
- عضویت در هیئت رئیسه فراکسیون گردشگری
- عضویت در کمیسیون برنامه و بودجه و محاسبات مجلس
- مدیر کل دفتر امور شهری استانداری گیلان